# لا سلستینا
سلستینا (La Celestina) یکی از آثار پایه ادبیات اسپانیا نوشته فرناندو روخاس است که نقطهٔ آغاز رمان‌های با موضوع داستان‌های کَلّاش‌ها (سبک پیکارسک) به‌شمار می‌آید. این اثر به نوعی بیانگر مرحله گذار میان قرون وسطی و رنسانس اسپانیا است.
در برابر آرمکان‌گرایی داستان‌های شهسواران و نجیب‌زادگان قرون وسطای شبه جزیره ایبری؛ نوعی طبیعی‌گرایی عوام‌فهم ظهور کرد که تأثیری انکار ناپذیر بر تحولات ادبی پس از خود گذاشت. اولین اثر از این دست در ادبیات اسپانیا، تراژدی‌کمدی سلستینا است.
سلستینا نمادی است از پیرزنی حیله‌گر و همه‌فن‌حریف که در عین حال پاانداز نیز هست.